# Fort Chabrol
Pour les articles homonymes, voir Chabrol.
Ne doit pas être confondu avec Fort Chabrol (Épernay).

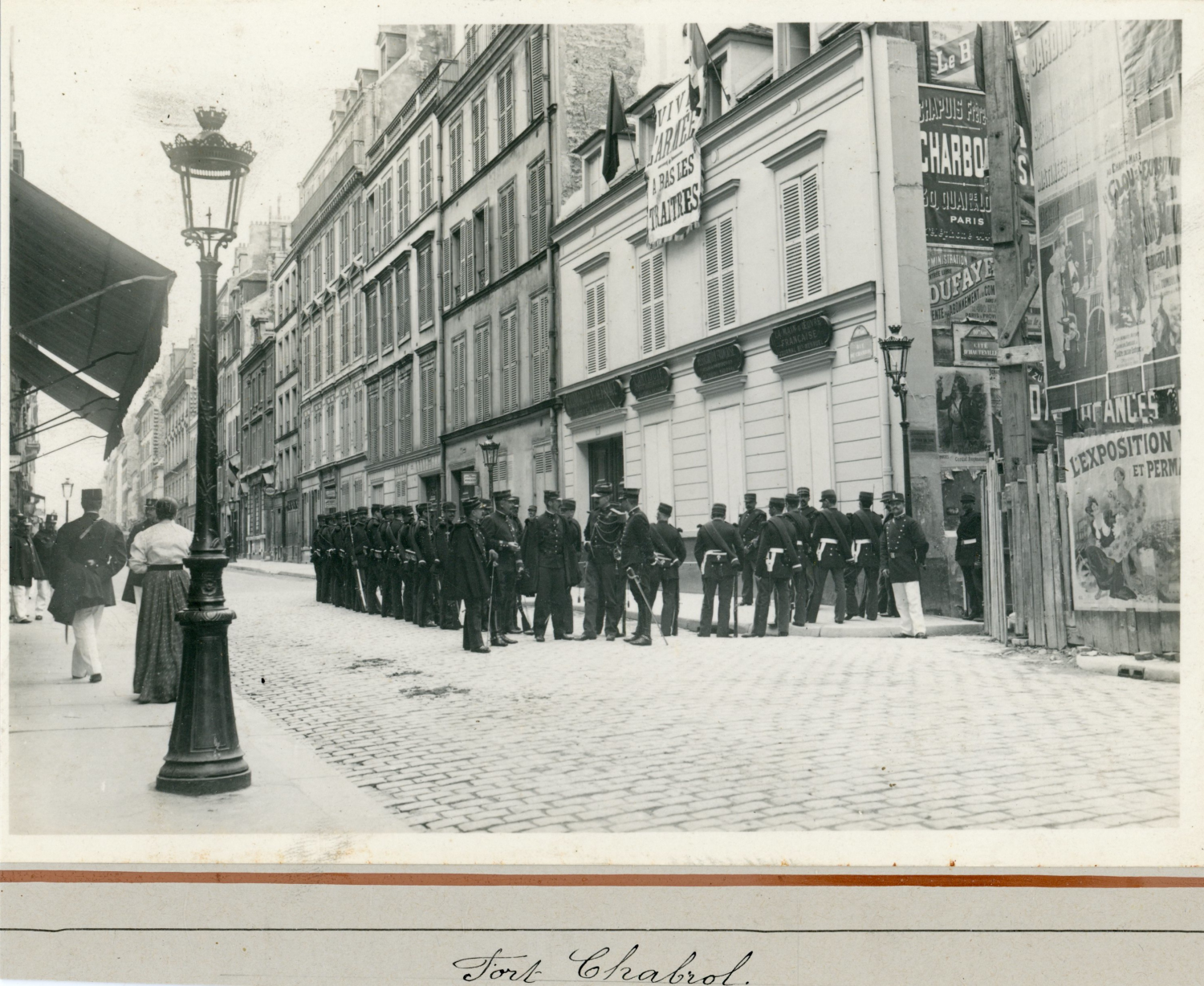
Des policiers surveillant le fort Chabrol (1899).

Fort Chabrol désigne l'épisode rocambolesque qui se déroula du 12 août au 20 septembre 1899, quand Jules Guérin, refusant d'obtempérer au mandat d'amener lancé contre lui, se retrancha pendant 38 jours dans un immeuble de la rue de Chabrol à Paris, alors que le gouvernement français Waldeck-Rousseau (alors président du Conseil) craignait une émeute nationaliste et monarchiste à l'occasion du procès en révision d'Alfred Dreyfus à Rennes.

## Histoire

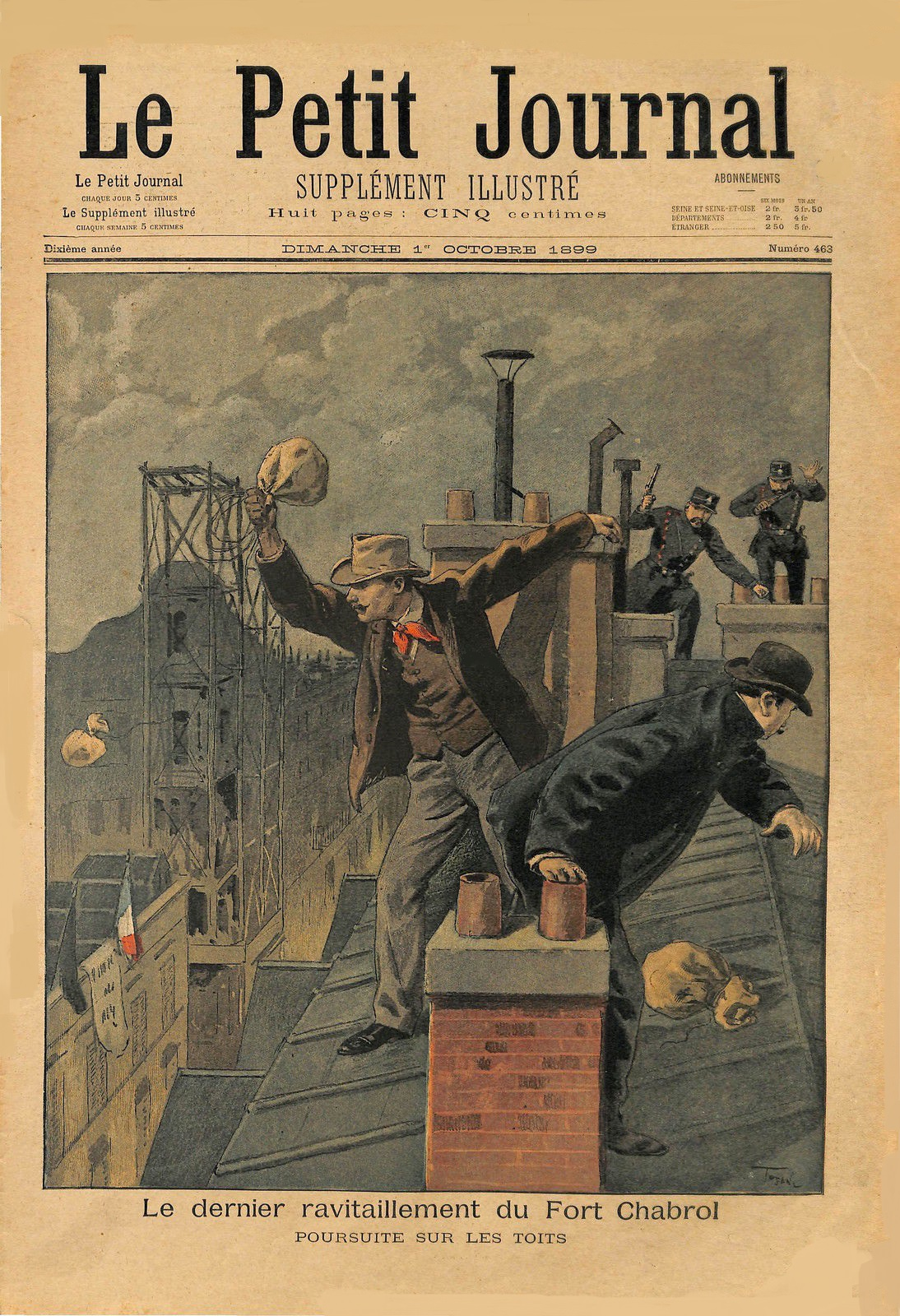
« Le dernier ravitaillement du fort Chabrol. Poursuite sur les toits ». Une du Supplément illustré du Petit Journal du 1er octobre 1899.

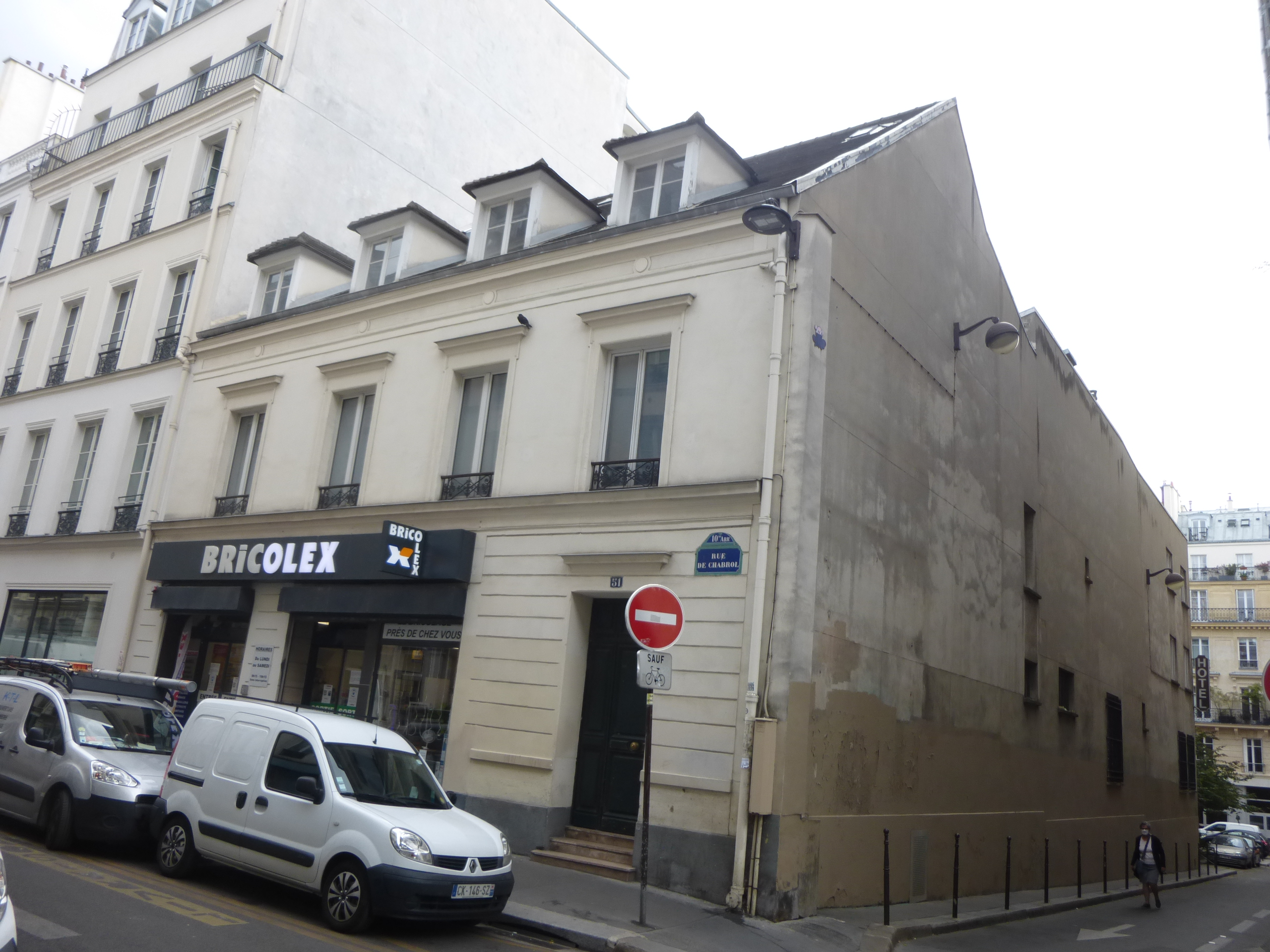
Maison actuelle (2020).

Pierre Waldeck-Rousseau voulait engager des poursuites contre les dirigeants des ligues nationalistes, accusés de complot contre la sûreté de l'État.
Le 12 août 1899, les autorités font arrêter Paul Déroulède et les dirigeants de la Ligue des patriotes, ainsi que les chefs des Jeunesses royalistes et de la Ligue antisémitique de France. Refusant d'obtempérer au mandat d'amener lancé contre lui, Jules Guérin, président de la Ligue antisémitique et directeur du journal hebdomadaire L'Antijuif, se retranche au « Grand Occident de France », no 51, rue de Chabrol.
L'immeuble, mis en état de siège, est ravitaillé dans les jours qui précèdent sa reddition à partir d'un logement loué au no 114 de la rue Lafayette. Lancés des toits, les paquets n'atteignent pas tous leur but : certains tombent dans la rue. Après trente-huit jours de résistance, les insurgés se rendent, le 20 septembre 1899.
Le Sénat se constitue en Haute Cour de justice pour juger Déroulède, Guérin et soixante-cinq de leurs partisans, accusés de complot contre la sûreté de l'État. Le 20 août 1899, cependant, de violentes bagarres éclatent entre antisémites et révolutionnaires, aux abords de « fort Chabrol ». Tous sont refoulés par la police vers la rue Saint-Maur, et c'est alors que des anarchistes saccagent et incendient l'église Saint-Joseph.

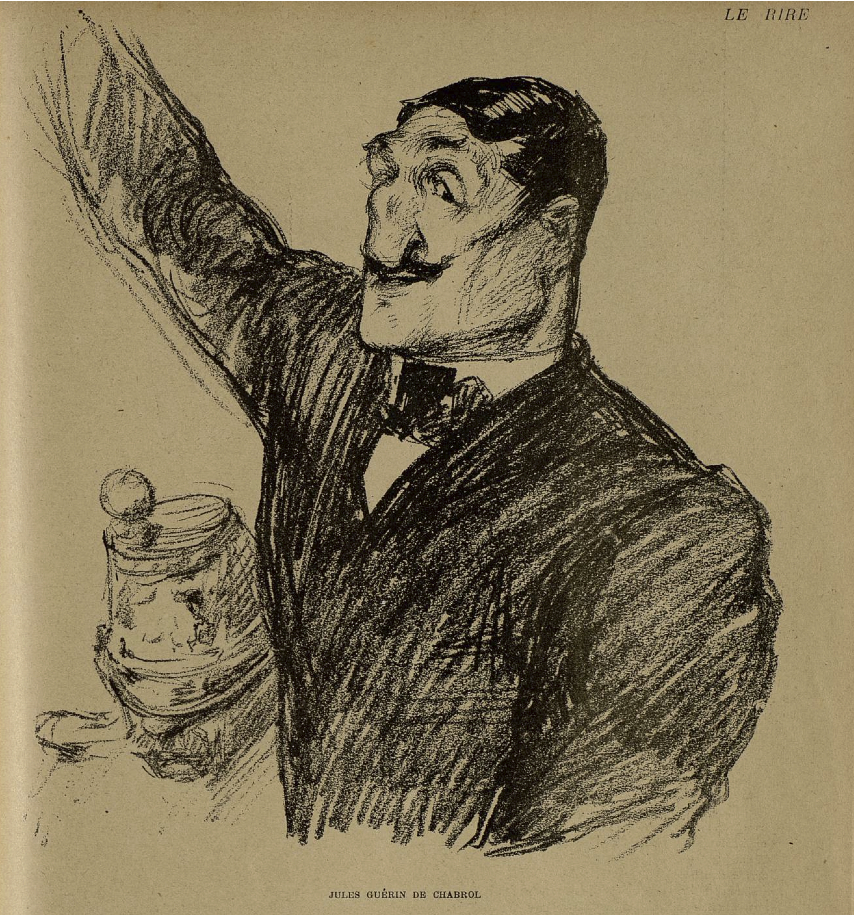
Jules Guérin caricaturé par Charles Léandre pendant son procès en Haute Cour.

À cause de ces divers incidents, la première audience a lieu le 9 novembre 1899 et la sentence est prononcée le 4 janvier 1900. Déroulède et André Buffet sont condamnés à dix ans de bannissement, Guérin à dix ans de détention. Tous les autres accusés sont acquittés, sauf Eugène de Lur-Saluces qui, une fois arrêté, est condamné à cinq ans de bannissement.
Le but de Waldeck-Rousseau était en réalité de réduire le travail politique des nationalistes à une agitation confuse qui leur sera, à long terme, très préjudiciable.

## Postérité
À la suite de cet événement, l'expression « un fort Chabrol » est passée dans l'usage dans plusieurs pays francophones, pour désigner une situation où un individu – généralement armé, parfois avec otages – se retranche dans un immeuble entouré par les forces de l'ordre,. Le sénateur Claude Malhuret l’utilise par exemple pour parler d’Éric Ciotti, barricadé dans le siège des LR après son accord avec le Rassemblement national.
On trouve des exemples dans la presse,,.
Cet épisode est raconté dans la série française Paris Police 1900 (2021).
L'auteur français Maurice Attia évoque largement cet événement dans l'un de ses romans : Le rouge et le brun, paru en 2021 chez Jigal.

## Sources et bibliographie
- Aurélie Bérard, « Fort Chabrol », dans L'Express, 30 août 2004.
- « L'affaire Paul Déroulède (1899) », sur le site du Sénat.
- Jean Leduc, L'Enracinement de la République, Hachette Supérieur.
- Almanach des Français, La France républicaine de 1881 à nos jours.
- Robert Le Texier, Le Fol Été du Fort Chabrol, Paris, France-Empire, 1990.
- Jean-Paul Clébert, Fort Chabrol, Paris, Denoël, 1981.